# Después del almuerzo
«Después del almuerzo» es un cuento del escritor argentino Julio Cortázar incluido en la tercera parte de su libro Final del juego. Fue publicado en la segunda edición del libro por Editorial Sudamericana (1964) junto a otros cuentos nuevos como «Continuidad de los parques», «No se culpe a nadie» y «El río», entre otros.

## Argumento de historia
El cuento narra la historia de un joven que es obligado por sus padres a llevar a alguien/algo de paseo en tranvía al centro de Buenos Aires. Nunca se da a conocer la identidad del personaje que acompaña al joven.
A lo largo del cuento se ve el gran problema que conlleva para el joven acompañarlo a él. Constantemente tiene que vigilarlo y llevarlo a la fuerza por las calles de la ciudad. A su paso por las plazas y los almacenes todos parecen observarlos, primero a él y después al protagonista por acompañarlo. Esto irrita sobremanera al joven.
Finalmente, al sentarse en una banca de una plaza, el joven no aguanta más y decide abandonarlo. Lo deja sentado y se marcha disimuladamente. Más unas cuantas cuadras más allá comienza a sentirse enfermo y hasta se corta la cara con una hoja seca pegada en el pañuelo, por lo que decide regresar por él. El cuento termina con el protagonista pensando que inclusive sus padres, al sacar a pasearlo a él, de seguro también han experimentado varias veces una hoja seca en el pañuelo que les lastimaba la cara.

## Análisis de la obra
Aquí el narrador y personaje del cuento —un niño o adolescente— atraviesa un obstáculo psicológico que perturba su vida. Al igual  que en otras obras de Cortázar como Los premios, el lector debe «poner a prueba sus dotes de detective».
Muchos críticos literarios señalan al «paseado», ese personaje que se insinúa pero nunca se muestra, como un hermanito con problemas mentales que avergüenza tanto al hermano mayor como a los padres, aunque ésta es solo una de las posibilidades de interpretación. Para otros, «Después del almuerzo» utiliza la alegoría: el «paseado» es una alegoría de los complejos o el inconsciente del personaje. Su malestar y vergüenza radica en que pasea a plena luz su parte monstruosa por la ciudad. No se describe al acompañante pues no es necesario; es una «cosa», un «bulto», una carga que es llevada de un lado a otro. En el cuento además aparece el miedo a la censura, como concreción de la vergüenza infantil.
Sin embargo otros críticos hacen una lectura menos directa y más profunda; considerando que se habla de «el hermanito con problemas mentales» los críticos proyectan la deformidad interna del personaje hacia el exterior, pero sin involucrarse. «Al analizar, no tengo porqué analizarme», pero se ignora la obra cortazariana en general, que con frecuencia recurre a la propia interioridad. En este cuento Cortázar describe la crisis de la adolescencia a través de tres momentos inherentes a la misma: el extrañamiento, la vergüenza y la culpa. El adolescente obedece la voluntad de su padre, a pesar de su propio deseo, recibiendo la imposición de la jerarquía de los adultos, constituyéndose en un tabú sobre la voz interior del joven. La ciudad aparece como el recipiente en el cual se apresan sus impulsos incestuosos, sin poder revelarse. Cuando se le impone la ciudad su primer sentimiento es el extrañamiento: siente que su cuerpo lo destaca de la comunidad y recién ahora es consciente de ello a través de la mirada de su padre. Es esta mirada que penetra la que produce la vergüenza. Es el deseo prohibido del adolescente lo que emerge como deformidad.
En este cuento hay una imagen recurrente de la muerte que sugiere que algunos de los problemas no son exclusivos de los adolescentes o que se puede escapar de ellos en la vida adulta.